# میرشل‌لی
میرشل‌لی (به لاتین: Mirəşelli) یک منطقه مسکونی در جمهوری آذربایجان است که در شهرستان آق‌دام واقع شده است.